# الدنبة (ريمة)

تعديل مصدري - تعديل

قرية الدنبه   هي إحدى قرى عزلة رماع الواقعة ضمن مديرية الجعفرية التابعة لمحافظة ريمة، بلغ تعداد سكانها (255) نسمة حسب تعداد اليمن لعام 2004.

## المحلات التابعة للقرية
- الهيجه

## روابط خارجية
- الدليل الشامــل